# Aéroport régional de Mobile
L’aéroport régional de Mobile (code IATA : MOB • code OACI : KMOB) est un aéroport public et militaire situé à 20 km à l’ouest de Mobile dans le comté de Mobile en Alabama. Il est situé près de Pascagoula dans l’État du Mississippi. L’aéroport est la propriété de la Mobile Airport Authority et est exempté de taxes locales.
L’aéroport fait partie de la liste National Plan of Integrated Airport Systems, une liste qui répertorie les principaux aéroports américains susceptibles de recevoir des aides du gouvernement fédéral, pendant la période 2011-2015. Selon la Federal Aviation Administration, l’aéroport a accueilli 286 956 passagers en 2008, 280 491 en 2009 et 277 232 en 2010,.

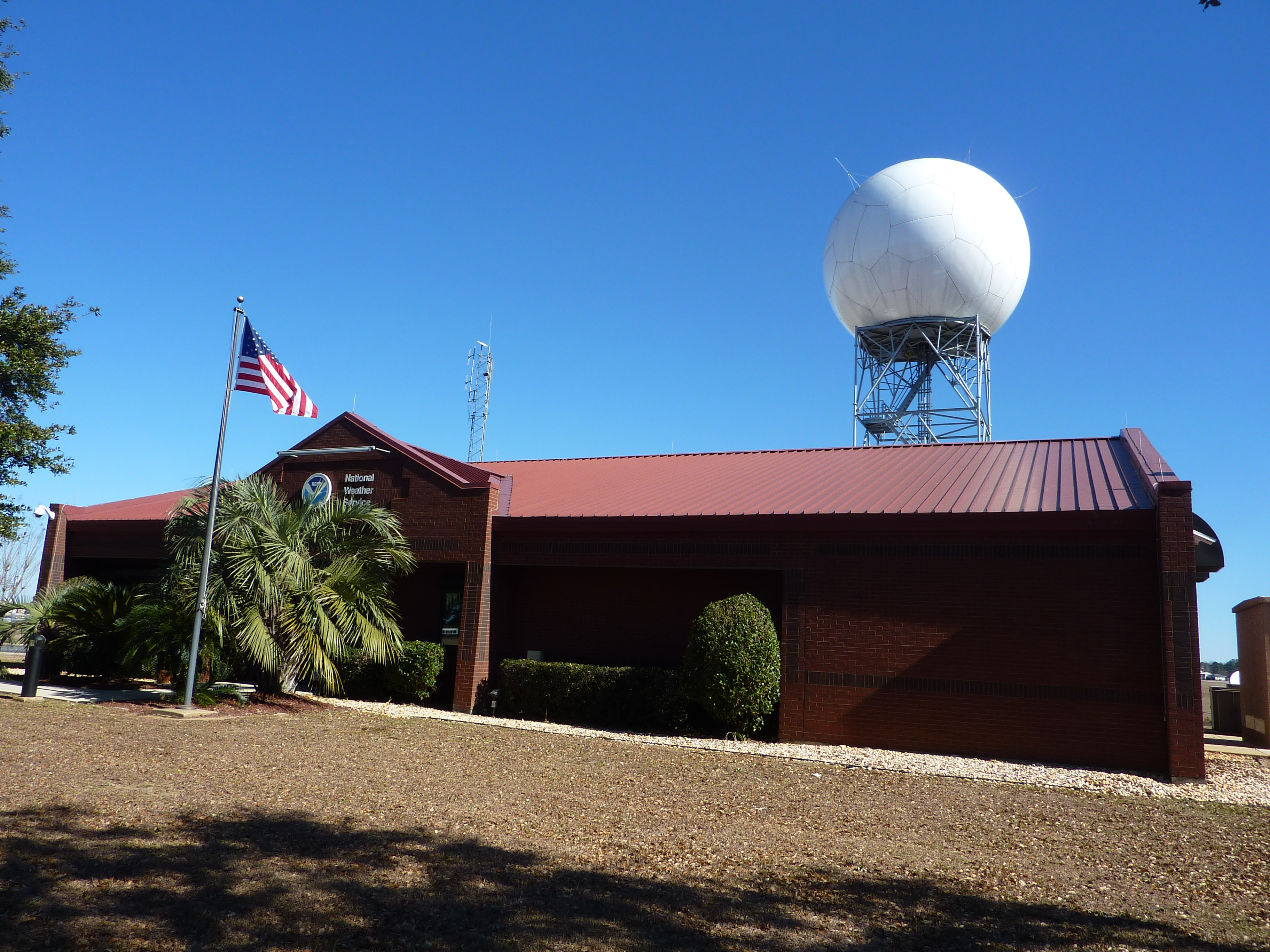
Bureau du NWS.

L’aéroport accueille l’U.S. Coast Guard Aviation Training Center Mobile, un centre d'entraînement pour les pilotes de l’United States Coast Guard. Le premier bataillon du 131e régiment de l’Alabama Army National Guard a également une base à l’aéroport et le National Weather Service (NWS) y a ses installations pour le sud de l'Alabama.

## Situation

### Carte des aéroports en Alabama
| Northwest · Alabama Birmingham–Shuttlesworth Dothan Huntsville Mobile Montgomery Gulf Shores |

## Compagnies et destinations
| Compagnies       | Destinations                         |
| ---------------- | ------------------------------------ |
| American Eagle   | Charlotte-Douglas, Dallas-Fort Worth |
| Delta Air Lines  | Atlanta H.-Jackson                   |
| Delta Connection | Atlanta H.-Jackson                   |
| United Express   | Chicago-O'Hare, Houston-George Bush  |

Édité le 22/04/2017